# Aphis silaumi
Aphis silaumi är en insektsart. Aphis silaumi ingår i släktet Aphis och familjen långrörsbladlöss. Inga underarter finns listade i Catalogue of Life.